# Trasdoval
Trasdoval es una aldea española situada en la parroquia de Vijoy, del municipio de Bergondo, en la provincia de La Coruña, Galicia.

## Demografía
| Gráfica de evolución demográfica de Trasdoval entre 2000 y 2023 |
|                                                                 |
| Datos según el nomenclátor publicado por el INE.                |